# Fazione dei Latini
La Fazione dei Latini, detta anche Fazione Latina o Parzialità Latina fu un'alleanza di baroni siciliani di antico lignaggio che sostennero le rivendicazioni degli Angioini sulla Sicilia durante la fase aragonese (1282-1410).

## Storia
Quasi tutti di provenienza della Sicilia orientale, del Vallo di Dèmona, e in minor parte dal Vallo di Mazara e dal Vallo di Girgenti, gli «Italiani dell'isola», o «Latini», secondo la definizione di Matteo Villani, furono contrari alla dominazione aragonese-catalana instaurata nel 1282 in seguito alle guerre del Vespro e offrirono l'isola al re angioino Roberto di Napoli, appoggiando, fino agli inizi del XV secolo, le rivendicazioni angioine sulla Sicilia.
Sorsero così forti dissapori e continue e accese guerre contro la fazione dei Catalani, alleanza di famiglie legate agli Aragonesi, il cui controllo era più esteso nel Vallo di Noto e a Catania.
La fazione dei Latini era guidata dai Chiaramonte, famiglia di origini francesi che aveva grande influenza sulle famiglie latine dell'isola. Oltre ai Chiaramonte, appartennero alla fazione latina i Ventimiglia di origine ligure, i Lanza di origine piemontese, gli Uberti di origine fiorentina, i Palizzi di origine francese, i Perollo anch’essi di origine francese.